# Conophyma dirshi
Conophyma dirshi är en insektsart som beskrevs av Bei-bienko 1948. Conophyma dirshi ingår i släktet Conophyma och familjen Dericorythidae.

## Underarter
Arten delas in i följande underarter:
- C. d. dirshi
- C. d. procerum